# Jimmy Copley

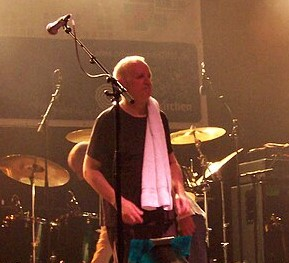
Jimmy Copley, 2010

James Frank Copley (* 29. Dezember 1953; † 13. Mai 2017) war ein britischer Rockschlagzeuger.

## Karriere
Copley begann im Alter von fünf Jahren Schlagzeug zu spielen. Er wurde Profimusiker, als er Spreadeagle beitrat, einer britischen Psychedelic/Progressive Rock Band, mit der er 1972 das Album The Piece of Paper veröffentlichte. Danach war er 1973 Gründungsmitglied der Band Upp, die von Jeff Beck produziert wurde.
In den 1980er und 1990er Jahren war Copley hauptsächlich als Session-Musiker tätig und arbeitete mit Jeff Beck, Graham Parker, Paul Young, Magnum, Roger Glover, Ian Gillan und Glenn Hughes von Deep Purple, Go West, Killing Joke, Tears for Fears, Seal, Tony Iommi, Paul Rodgers und weiteren Künstlern. Ab Ende 2007 war er Schlagzeuger bei Manfred Mann’s Earth Band, zu deren Album Somewhere in Afrika er bereits beigetragen hatte. Sein erster Auftritt mit der Band fand am 3. Mai 2008 in Sölden, Österreich statt. Er behielt diese Position bis Anfang Januar 2016, als er mit Leukämie im Krankenhaus behandelt werden musste und anschließend aus gesundheitlichen Gründen nicht weiter in der Band bleiben konnte.

## Spieltechnik
Copley verwendete zumeist die sogenannte "Open-Handed"-Technik des Schlagzeugspiels. Bei dieser Methode werden die Hände beim gleichzeitigen Spielen von Hi-Hat und Snare Drum nicht gekreuzt, im Gegensatz zur traditionelleren Spielweise mit gekreuzten Händen als Grundposition.

## Equipment
Copley war ein langjähriger Endorser von Tama Drums. Er benutzte über Jahre hinweg Sets der Serien Superstar, Granstar, Artstar II und Starclassic. Eine weitere langjährige Zusammenarbeit bestand mit Zildjian Cymbals und er benutzte Vic-Firth-Schlagzeugstöcke.

## Engagement für Leukämiekranke und Tod
Nach Angaben des Universitätskrankenhauses Bristol war bei Copley 2015 Leukämie diagnostiziert worden und er hatte nach einer Knochenmarktransplantation einen Rückfall erlitten. Er entschied sich, die Chemotherapie abzubrechen. In Copleys letzten Tagen wurde sein Krankenhauszimmer in ein temporäres Aufnahmestudio umgewandelt, damit er und Freunde eine EP zugunsten des Bristol Haematology and Oncology Centre und des Royal United Hospital in Bristol aufnehmen konnten, bevor Copley am 13. Mai 2017 an seiner Krankheit verstarb. Die aus den zuvor erstellen Aufnahmen hervorgehende Veröffentlichung Jimmy Copley's Psychefunk - Live on through the music erschien posthum am 18. August 2017.

## Diskografie (Auszug)
Upp
- Upp (1975)
- This Way Upp (1976)

Killing Joke
- Outside the Gate (1988)

Tears For Fears
- Tears for Fears: Live at Knebworth '90 (Change, Badman's Song, Everybody Wants to Rule the World) (1990)
- Going To California (Live from Santa Barbara) (1990)

Psychedelix
- Move On/Green Light (1992)
- Psychedelix (1992)
- no one's wastin' time (Live-Album, 1992)
- Rowdy Boys (1993)
- Psychedelix II (1994)
- Livin' In Osaka (1994)
- Merry-Go-Round (1995)
- Stand (1995)
- Stand e.p. (1995)
- Smoky (1996)
- On-Gaeshi 1 (Live-Album, 1999)
- On-Gaeshi 2 (Live-Album, 1999)
- Edoya Collection 1992-1996 (1999)
- 20th March 1994 (Live-DVD, 2000)
- Move On Tour Stage 1 (Live-DVD, 2005)
- New Classics (2008)

Stone Free - Jimi Hendrix Tribute
- Stone Free - Jimi Hendrix Tribute (1993)

Curt Smith
- Soul on Board (1993)

Martin Page
- In the House of Stone and Light (1994)

The Pretenders
- Last of the Independents (1994)

Paul Rodgers
- Live: The Loreley Tapes (Live-Album, 1996)
- Now (1997)
- Now and Live (2-CD-Kompilation, 1997)
- Electric (2000)

Char
- Days Went By 1988-1993 (1993)
- 20th Anniversary "Electric Guitar Concert" (Live-Album, 1997)
- Today (1998)
- Let It Blow (1998)
- Touch My Love Again (1999)
- I’m Gonna Take This Chance (1999)
- Char Edoya Collection 1988-1997 (1999)
- Char Plays Ballad (1999)
- 20th Anniversary "Electric Guitar Concert" (Live DVD, 1999)
- Share The Wonder (2000)
- Char Played With And Without (Live-Album, 2000)
- Bamboo Joints (2001)
- Char Psyche 1988 (Live-Album, 2002)
- Live In Nippon Budokan 2001 "Bamboo Joints" (Live-DVD, 2002)
- Sacred Hills (2002)
- Mr.70’s You Set Me Free (2003)
- Singles 1976-2005 (2006)
- Tradrock "Jeff" by Char (2011)

Mayfield
- Mayfield (1998)

Tony Iommi
- Iommi (2000)
- The 1996 DEP Sessions (2004)

Go West
- The Best Of Go West - The Runaway Train Tour (1987)

Magnum
- Livin' The Dream (2005 Live-DVD)
- Princess Alice and the Broken Arrow (2007)

Jimmy Copley
- Slap My Hand (2008)

Jimmy Copley & Char
- Slap My Hand Special Session (Live-DVD, 2009)

Jimmy Copley's Psychefunk
- Live On Through The Music (EP, 2017)